# Любовь политика
«Любовь политика» (англ. The Politician's Love Story) — американский короткометражный комедийный фильм Дэвида Уорка Гриффита.

## Сюжет
Фильм рассказывает о коррумпированном политике, который, читая газету, вдруг увидел карикатуру на себя и отправился в редакцию газеты, готовый лишить карикатуриста жизни. Но всё меняется, когда он узнаёт, что это карикатуристом была красивая женщина...

## В ролях
| Актёр              | Роль |
| ------------------ | ---- |
| Мак Сеннет         |      |
| Кэтлин Уильямс     |      |
| Ли Догерти         |      |
| Мэрион Леонард     |      |
| Флоренс Лоуренс    |      |
| Херберт Прайор     |      |
| Линда Арвидсон     |      |
| Джордж Гебхардт    |      |
| Дэвид Уорк Гриффит |      |
| Анита Хендри       |      |